# هوغند
هوغند (رقة) (بالفارسية: هوگند) هي قرية تقع في إيران في قسم رقة الريفي. يقدر عدد سكانها بـ 88 نسمة بحسب إحصاء 2016.